# Placerovci
Placerovci so naselje v Občini Gorišnica.